# Volcán Nuevo
Le Volcán Nuevo ou Volcán Chillán est un volcan du Chili. Il constitue la partie volcaniquement active des Nevados de Chillán.